# Leucandra kerguelensis
Leucandra kerguelensis är en svampdjursart som först beskrevs av Urban 1908.  Leucandra kerguelensis ingår i släktet Leucandra och familjen Grantiidae. Inga underarter finns listade i Catalogue of Life.